# Зеда-Беретиса
Зеда-Беретиса (груз. ზედა ბერეთისა) — село в Грузии, на территории Чиатурского муниципалитета края (мхаре) Имеретия.

## География
Село находится на западе центральной части Грузии, на левом берегу реки Думалы, на расстоянии приблизительно 13 километров (по прямой) к юго-востоку от города Чиатура, административного центра муниципалитета. Абсолютная высота — 817 метров над уровнем моря.

## Население
По результатам официальной переписи населения 2014 года, в Зеда-Беретисе проживало 328 человек (160 мужчин и 168 женщин). В национальной структуре населения грузины составляли 99,7 %, украинцы – 0,3 %.
| Год  | Население, человек |
| ---- | ------------------ |
| 2002 | 544                |
| 2014 | ↘ 328              |